# Rockabilly
Cet article possède un paronyme, voir Le Rock à Billy.
 (mars 2015).
Si vous disposez d'ouvrages ou d'articles de référence ou si vous connaissez des sites web de qualité traitant du thème abordé ici, merci de compléter l'article en donnant les références utiles à sa vérifiabilité et en les liant à la section « Notes et références ».
Genres dérivés
Psychobilly,gothabilly
Le rockabilly est un style de musique rock 'n' roll apparu au début des années 1950. Le terme est un mot-valise formé sur rock et hillbilly. Un groupe de rockabilly typique comprend un chanteur, une guitare électrique, une batterie (souvent réduite à une caisse claire, une grosse caisse et une cymbale) et une contrebasse jouée en slap ou, parfois, en pizzicato.
Les paroles font souvent référence aux thèmes récurrents de la culture populaire américaine des années 1950, tels que l'automobile ou les relations sentimentales. Les artistes et membres de cette subculture ont un style vestimentaire typique des années 1950 : coiffures gominées, blousons de cuir noir, jeans à ourlet vers l'extérieur, chemise à col ouvert et chemises bowling pour les garçons. Les pin-up portent des robes rockabilly de forme swing (évasée) qu’elles accompagnent souvent d’un jupon vintage pour donner du volume, ou bien des robes crayon qui suivent la ligne du corps. Dans un style plus garage années 50, sont également portés des pantacourts pin-up avec un revers en bas, ils sont souvent en jean's. Les hauts rétro années 50 sont souvent imprimés de motifs vichy, cerises et bien sûr de pois. Les femmes portaient également chemisettes (blouses) de bowling ou corsaires. On notera également des coiffures esthétiques et féminines souvent mises en valeur par des biais, barrettes ou bandeaux pour cheveux.
L'influence et la popularité de ce style diminue dans les années 1960, mais connaît un regain de popularité dans les années 1970 et 1980 via notamment le style British Rockabilly et les Teddy Boys anglais.
Les adeptes de ce style s'affirment comme faisant partie d'une certaine subculture et le mélangent à d'autres styles, en créant ainsi de nouveaux, comme le psychobilly.

## Terminologie
Rockabilly est un amalgame des mots « rock » et « hillbilly ». Également appelé « rock-a-billy » ou encore « hillbilly rock », il est souvent abrégé à l'oral en « rockab' ». Le terme américain hillbilly qui signifie « campagnard » ou, plus exactement, un élément de la population rurale blanche des zones de collines, est un terme dépréciatif et discriminant, comme redneck. De ce fait, Billboard choisit de classer le genre dans le style « country » ; en effet, même si littéralement cela se traduirait par « un type de la colline », l'équivalent français le plus juste en serait « péquenaud », « cul-terreux », « plouc » ou « petzouille ».

## Histoire

### Origines

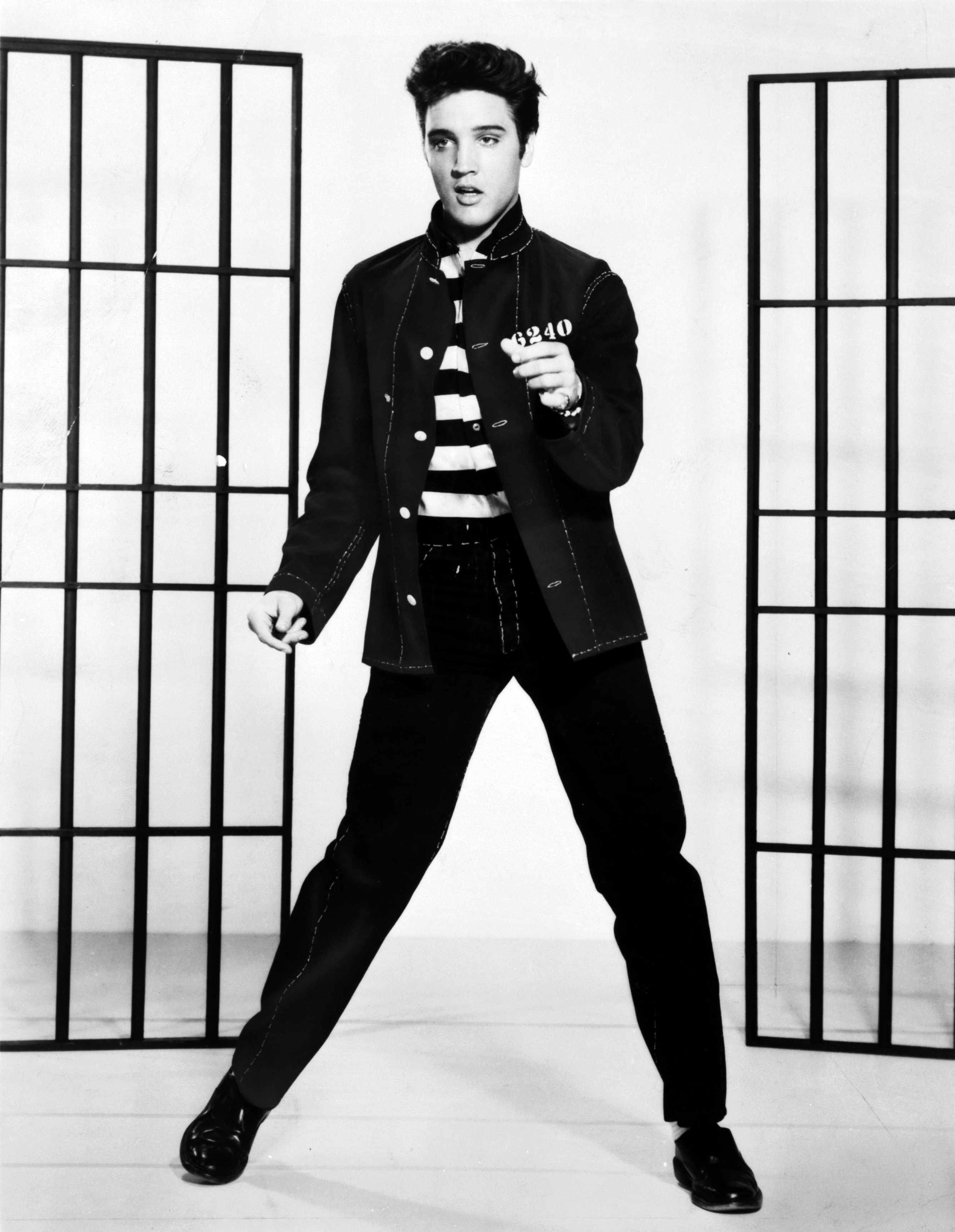
Elvis Presley, en 1957.

La date de naissance du rockabilly est généralement fixée à la date de sortie du single That's All Right Mama d'Elvis Presley, en 1954. Le rockabilly est à l'origine l'œuvre de petits labels indépendants tels que Sun Records, label du producteur Sam Phillips. Ce dernier a commencé par enregistrer des artistes de blues tels que B.B. King ou Howlin' Wolf. C'est après le succès d'Elvis Presley qu'il commence à enregistrer d'autres chanteurs de rockabilly tels que Gene Vincent (Be Bop a Lula, Lotta Lovin', etc.), Johnny Cash, Carl Perkins (Blue Suede Shoes, Honey Don't, Baby Trying to be My Baby, Your True Love), Roy Orbison (Rockhouse, Ooby Dooby, Domino, Problem Child, Pretty Woman), Warren Smith (Ubangui Stomp, Uranium Rock), Billy Lee Riley (Flying Saucers Rock n' Roll, Red Hot), Jack Earls (Let's Bop), la chanteuse Barbara Pittman (I Need a Man), puis des chanteurs de rock 'n' roll comme Jerry Lee Lewis, Carl Mann et Charlie Rich.
D'autres labels ont également marqué l'histoire du rockabilly comme Meteor Records et King Records avec les enregistrements de Charlie Feathers et Mac Curtis, Starday Records avec Benny Joy, Sonny Fisher, George Jones, Sleepy Labeef, etc. Il y eut également des majors comme CBS qui ont enregistré des artistes comme Sid King and Five Strings, Johnny Horton, Ersel Hickey, Collins Kids et Ronnie Self, MGM avec Andy Starr, Marvin Rainwater, Decca et Brunswick Records avec les premières faces rockabilly de Buddy Holly (avant qu'il ne fasse que du rock 'n' roll), Johnny Carroll and the Hot Rocks, Roy Hall, Terry Noland et les enregistrements du trio rock 'n' roll de Johnny Burnette. Certains labels spécialisés dans le blues et rhythm and blues ont également des artistes de rockabilly à leur catalogue comme Chess Records avec Dale Hawkins, Rusty York et Bobby Sisco. Dans un style plus "gothique", Jody Reynolds a eu un grand succès avec Endless Sleep en 1958.
« Rockabilly » est un terme souvent galvaudé pour désigner le rock pionnier des années 1950, mais il s'agit d'un style musical bien précis et qui s'avère quelquefois difficile à distinguer de l'œuvre de certains chanteurs de rock 'n' roll « blanc » comme Eddie Cochran, Jack Scott ou Gene Vincent. Le rockabilly et son pendant direct, le rock 'n' roll, ont rapidement évolué vers d'autres formes de rock pour disparaître presque complètement vers 1959 ou 1960. C'est une forme d'expression musicale typiquement américaine qui pourrait se résumer selon l'écrivain Michel Rose à une : « sorte de rock 'n' roll blanc, typiquement sudiste et rural, lancé à Memphis en 1954. D'une part influencé par les formes ancestrales de musiques country et western, alors appelées hillbilly, et le blues noir ainsi que le rock 'n' roll nordiste de Bill Haley. » On peut inclure aussi, parmi les influences de ce style musical, les styles Western Swing, boogie-woogie et rhythm and blues et surtout rockin'blues. En effet, le groupe rockabilly n'est que l'évolution de l'orchestre hillbilly boogie, où la guitare électrique remplace le violon (fiddle) et la steel guitar, et où la batterie (rare dans le western-swing, le honky tonk et le hillbilly-boogie) assume son rôle rythmique.

### Années 1970

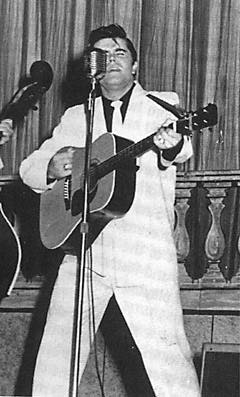
Warren Smith.

Le rockabilly connait un regain de popularité dans les années 1970, d'abord en Californie avec le label de Ronnie Weiser, Rollin' rock, qui fait réenregistrer des artistes majeurs du style comme Ray Campi, Johnny Carroll, Mac Curtis ou Jackie Lee Cochran, mais aussi au Royaume-Uni avec la musique des Teddy Boys qui se sont réapproprié le rockabilly américain des années 1950 (tout en singeant la high society anglaise portant drap jackets et chemises à jabot) avec des artistes solo ou groupes comme Sha Na Na, Robert Gordon, Shakin' Stevens, Matchbox ou les Crazy Cavan and the Rhythm Rockers.
À la fin des années 1970, les Meteors inventent le psychobilly, sorte de rockabilly survitaminé qui se démarque du rockabilly notamment par son approche inspirée du cinéma fantastique, de science-fiction ou d'horreur de série Z. Ce groupe entraine à sa suite la formation de nombreux groupes de psychobilly et punkobilly (la version punkisée du genre) : Demented Are Go!, Guana Batz, Batmobile, Frantic Flintstones, Krewmen, Nekromantix, Mad Sin, Sharks, Frenzy, Quakes, Reverend Horton Heat, Long Tall Texans, Washington Dead Cats, Banane Metalik et fait les grandes heures du club londonien le Klub Foot.
Gene Vincent meurt le 12 octobre 1971 à l'âge de 36 ans.

### Années 1980
Les années 1980 avec des groupes comme les Stray Cats, Robert Gordon, Blasters, Shakin' Stevens, Dave Phillips & the Hot Rod Gang, Polecats, Kingbeats ou Blue Cats, ont vu réapparaitre et donner un nouveau souffle au rockabilly, porté également par le biais du groupe New Yorkais The Cramps (qui reprend de nombreux titres des répertoires de Charlie Feathers, Ronnie dawson ou Whithey Pullen) et des groupes tels que Buzz and the Flyers, the Zantees, Levi and the Rockats. Voulant profiter de ce succès, diverses propositions commerciales et variétisées apparaissent médiatiquement en France au cours de la décennie (Les Forbans, Billy, Ritchy, Jesse Garon, Les Vagabonds) mais ce sont d'autres, peu ou pas médiatisés, qui portent le flambeau plus authentique de la cause. Pour la France, on peut citer les groupes du label Big Beat : Les Alligators, Jezebel Rock, TeenKat's, Victor Leed, Chris Evans, ou ceux du label La Savas de Jerry Dixie : Rock n' Roll Gang, Texas Pharaoes, Gene Everett, Boppin' Cats. D'autres groupes encore participent de ce revival sur des labels indépendants, tels que les Jokers qui furent les premiers à rejouer des morceaux tirés de la fin des années 1950 dont le style est appelé whiterock, sous-genre né vers 1959-60 et souvent joué par des adolescents vivant essentiellement dans les grandes cités urbaines et très industrialisées du nord des États-Unis, dont le côté électrique et saturé des guitares qui reflète leur environnement le distingue du rockabilly venant des États du Sud, plus acoustique et plus près de ses racines.

### Années 1990
Les années 1990 seront également importantes pour le style, par la prise de conscience et la recherche d'une sonorité « d'époque » avec des groupes tels que Wildfire Willie and The Ramblers, Oakie Dookies, Tin Star Trio, The Be Bops ou The Avengers. La fin des années 1990 et le début des années 2000 voient un retour au son des années 1950 du rockabilly avec les enregistrements de groupes sur des labels comme Tail Records et Lenox Records, les français Don Cavalli and the Two Timers, Al Willis and the Swingsters, les Allemands Brewsters, Spo Dee o Dee, mais aussi les Portugais Tennessee Boys, Meandevils, les Suédois Riley McOwen, Eddie n'the Flatheads, Hi Winders, en France Ervin Travis, Wild Goners, Hot Rhythm n'Booze et Les Ennuis Commencent. Durant cette décennie commencent à fleurir en Europe des festivals de rock n'roll dans lesquels la nouvelle génération d'artistes de rockabilly, rock 'n roll et doowop côtoient certains artistes des décennies antérieures. On peut citer le Hemsby Rock n'roll Festival, la Rockabilly Rave, la Rhythm Riot en Angleterre, la High Rock-a-Billy, le Screamin' Festival et le Rockin'Race Jamboree en Espagne.

### Années 2000
Cette section ne s'appuie pas, ou pas assez, sur des sources secondaires ou tertiaires indépendantes du sujet. Le texte peut contenir des analyses inexactes ou inédites de sources primaires.
Pour l'améliorer, ajoutez-en, ou placez des modèles {{Source secondaire souhaitée}} ou {{Source secondaire nécessaire}} sur les passages mal sourcés. (avril 2022)

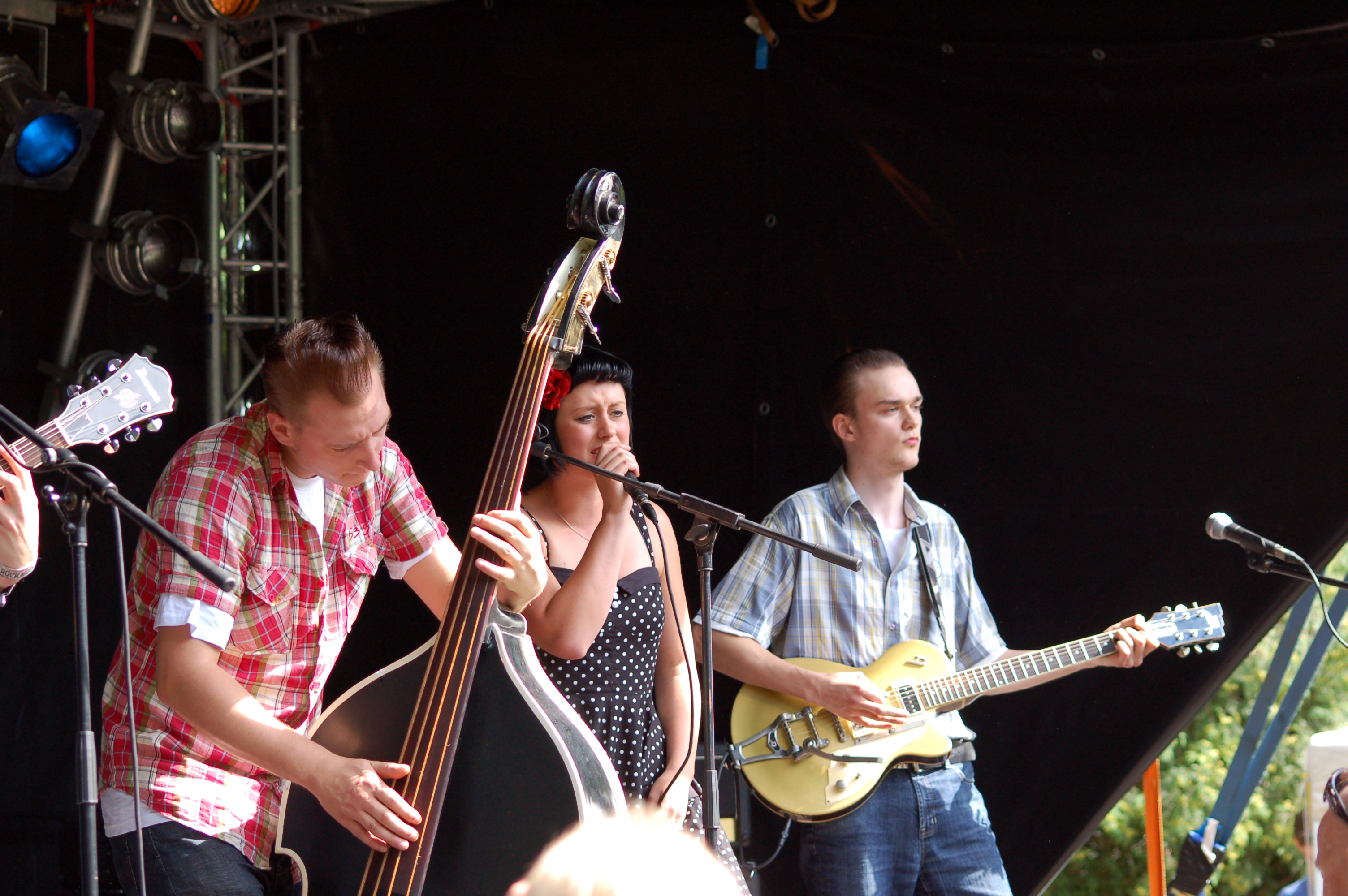
Groupe de rockabilly dans les années 2000

Les années 2000 voient un retour du rockabilly sous sa forme la plus authentique, mais également sous une forme influencée par le garage rock et la surf music. Ce retour en force du genre va de pair avec celui de la culture des automobiles personnalisées des années 1950 : customs cars et hot rods réalisés par des carrossiers comme les frères Barris, Darryl Starbird, Alexander brothers, Ed Roth et beaucoup d'autres, mouvement appelé Kustom Kulture. Le Viva Las Vegas Rockabilly Weekend devient alors l'une des références, avec le Green Bay Fest, du Revival Rockabilly aux États-Unis pour une nouvelle génération de greasers (rockers aux cheveux gominés). En Europe, certains festivals sont devenus des points de ralliement de la scène rockabilly : Béthune Rétro, Blue Monday, Good Rockin' Tonight, Dreamfish Kustom (France) ; Screamin' Festival, High Rockabilly (Espagne) ; Rockabilly Rave et Hemsby (Angleterre). Le label californien Wild Records émerge et illustre cette période avec des artistes chicanos tels que Omar Romero, Lil Louis & the Wildfire ou Lil Gizelle. Les labels Rhythm Bomb, Sleazy Records et El Toro Records, entre autres, assurent la promotion d'artistes rockabilly. Le groupe danois Volbeat, formé en 2001 et dont le premier album sort en 2005, fusionne des sonorités rockabilly avec du heavy metal. 
En France, les exemples de groupes du label Rock Paradise de Patrick Renassia sont nombreux tels Tony Marlow ou The Megatons. Porté à l'international par le succès de la chanteuse irlandaise Imelda May ou les suisses du Hillbilly Moon Explosion, le rockabilly connaît un regain de popularité et les jeunes, autrefois presque absents de la scène, s'intéressent à nouveau à ce style et à cet univers.
En 2010, un nouveau label consacré à la production et à l'édition de disques de rockabilly et possédant son propre studio avec ses musiciens, voit le jour en Touraine : Rydell's records, qui sort dans la foulée cinq albums d'artistes d'horizons divers : Chris Almoada (FR), The Obscuritones (GB), Emer Hackett (IRL), Nelson Carrera (PT). En mars 2013, Rydell's records sort un disque avec la chanteuse parisienne Little Lou.
Sur Internet aussi l'évolution a lieu, des sites et des forums voient le jour, comme Rock City Boogie depuis 2006.
Avec son album Comeback Train, Viktor Huganet remet en lumière le label Big Beat Records de Jacky Chalard crée en 1980.